# Knäreds landskommun
Knäreds landskommun var en tidigare kommun i  Hallands län.

## Administrativ historik
När 1862 års kommunalförordningar började gälla inrättades över hela landet cirka 2 400 landskommuner, de flesta bestående av en socken. Därutöver fanns 89 städer och 8 köpingar, som då blev egna kommuner. Denna landskommun bildades då i Knäreds socken i Höks härad i Halland.
Knäred påverkades inte av kommunreformen 1952 utan kvarstod som egen kommun till 1974, då området gick upp i Laholms kommun.
Kommunkoden 1952-1973 var 1305.

### Kyrklig tillhörighet
I kyrkligt hänseende tillhörde kommunen Knäreds församling.

## Geografi
Knäreds landskommun omfattade den 1 januari 1952 en areal av 202,70 km², varav 197,30 km² land.

### Tätorter i kommunen 1960
I Knäreds landskommun fanns tätorten Knäred, som hade 771 invånare den 1 november 1960. Tätortsgraden i kommunen var då 35,8 procent.

## Politik

### Mandatfördelning i valen 1938-1970
| 6 | 15 | 3 |  |

| 25 |

| 7 | 14 | 2 | 2 |

| 23 |

| 6 |  | 15 |  | 2 |

| 22 |

| 5 | 3 | 13 | 2 | 2 |

| 22 |

| 6 |  | 12 | 3 | 3 |

| 23 |

| 5 |  | 13 | 2 | 4 |

| 23 |

| 7 | 13 | 2 | 3 |

| 23 |

| 5 | 14 | 2 | 4 |

| 21 | 4 |

| 6 | 14 | 2 | 3 |

| 20 | 5 |